# Галиция (автомобильное ралли)
Ралли «Галиция» — традиционное соревнование по автомобильному ралли, проводимое во Львове и Львовской области Украины с 2003 года. Организаторами ралли «Галиция» выступили Автомобильная федерация Украины и Галицкий автомобильный клуб.
За время существования ралли «Галиция» четырнадцать раз входило в календарь Чемпионата Украины по ралли.

## История
Первое ралли «Галиция», прошедшее в 2003 году, имело двойное название — ралли «Галиция Карпаты». После конфликта между двумя клубами-организаторами в 2004 году во Львовской области было проведено два отдельных соревнования: ралли «Карпаты», вошедшее в календарь Чемпионата Украины, и ралли «Галиция», получившее более скромный статус Национального соревнования. Впрочем уже на следующий год ралли «Карпаты» перестало проводиться, а «Галиция» заняла его место в календаре Чемпионата.
В 2006 году ралли впервые было проведено в статусе международного. Гонки 2008 и 2010 годов были отмечены различными скандальными эпизодами, вследствие которых ралли дважды теряло статус этапа Чемпионата Украины — однако оба раза после годичного перерыва возвращало его. В 2012 году ралли «Галиция» впервые прошло в статусе гонки-кандидата FIA и, получив хорошие оценки от наблюдателя FIA Вульфа Бибингера, было включено в календарь Кубка Европы по ралли 2013 года.
В 2013 году ралли «Галиция» имело статус этапа Кубка Европы по ралли (коэффициент 2), Чемпионата Украины по ралли и Чемпионата Беларуси по ралли. В совокупности эти факторы привели к тому, что в гонке стартовало рекордное для неё количество участников — 46 экипажей, из которых 7 были иностранными и представляли Беларусь, Италию и Россию.
В 2015 году из-за отмены нескольких ранее запланированных соревнований ралли «Галиция» было проведено дважды — в октябре и ноябре. Оба эти соревнования вошли в зачёт Чемпионата Украины по ралли. В 2017 году из-за конфликта между организаторами «Галиция» прошла в статусе этапа Кубка Карпат, однако на следующий год вновь вернулась в календарь Чемпионата Украины.

## Победители
| Год          | Статус                                                             | Пилот               | Штурман              | Автомобиль                  |
| ------------ | ------------------------------------------------------------------ | ------------------- | -------------------- | --------------------------- |
| 2003         | Чемпионат Украины                                                  | Валерий Разумовский | Геннадий Дзюбак      | Mitsubishi Lancer Evolution |
| 2004         | Национальное соревнование                                          | Андрей Александров  | Иван Герман          | Subaru Impreza WRX STi      |
| 2005         | Чемпионат Украины                                                  | Владимир Петренко   | Глеб Загорий         | Mitsubishi Lancer Evolution |
| 2006         | Чемпионат Украины                                                  | Александр Салюк-мл. | Александр Горбик     | Mitsubishi Lancer Evolution |
| 2007         | Чемпионат Украины                                                  | Андрей Александров  | Оксана Александрова  | Subaru Impreza WRX STi      |
| 2008         | Чемпионат Украины                                                  | Юрий Протасов       | Александр Горбик     | Mitsubishi Lancer Evolution |
| 2009         | Национальное соревнование                                          | Владимир Петренко   | Дмитрий Яровенко     | Mitsubishi Lancer Evolution |
| 2010         | Чемпионат Украины                                                  | Александр Салюк-мл. | Павел Черепин        | Mitsubishi Lancer Evolution |
| 2012         | Чемпионат Украины                                                  | Александр Салюк-мл. | Евгений Червоненко   | Mitsubishi Lancer Evolution |
| 2013         | Кубок Европы, Чемпионат Украины, Кубок Украины, Чемпионат Беларуси | Валерий Горбань     | Владимир Корся       | Mini John Cooper Works RRC  |
| 2014         | Чемпионат Украины, Кубок Украины, Кубок Карпат                     | Владимир Петренко   | Дмитрий Андрющенко   | Mitsubishi Lancer Evolution |
| 2015 октябрь | Чемпионат Украины, Кубок Карпат                                    | Денис Сидоров       | Николай Романов      | Mitsubishi Lancer Evolution |
| 2015 ноябрь  | Чемпионат Украины, Кубок Карпат                                    | Денис Сидоров       | Николай Романов      | Mitsubishi Lancer Evolution |
| 2016         | Чемпионат Украины, Кубок Карпат                                    | Александр Козлов    | Александр Островский | Subaru Impreza WRX STi      |
| 2017         | Кубок Карпат                                                       | Александр Козлов    | Александр Островский | Subaru Impreza WRX STi      |
| 2018         | Чемпионат Украины, Кубок Карпат                                    | Янис Воробьевс      | Иво Пукис            | Mitsubishi Lancer Evolution |
| 2019         | Чемпионат Украины                                                  | Александр Козлов    | Евгений Сокур        | Subaru Impreza WRX STi      |
| 2020         | Чемпионат Украины                                                  | Валерий Горбань     | Сергей Ларенс        | Mini John Cooper Works WRC  |